# Diocesi di Ursona
La diocesi di Ursona (in latino Dioecesis Ursonensis) è una sede soppressa e sede titolare della Chiesa cattolica.

## Storia
Ursona, identificabile con Osuna in Andalusia, è un'antica sede episcopale della Spagna, suffraganea dell'arcidiocesi di Siviglia. Poco si conosce di questa sede, che non è nemmeno menzionata in España sagrada. Nessun vescovo è noto. Tuttavia nel concilio di Elvira del 306 ed in quello di Arles del 314 un presbitero di nome Natale firmò gli atti sinodali al posto del proprio vescovo. Nel concilio di Arles Natale era accompagnato dal diacono Citerio. Probabilmente la diocesi scomparve prima della conquista bizantina della regione (554).
Dal 1969 Ursona è annoverata tra le sedi vescovili titolari della Chiesa cattolica; dal 29 ottobre 2024 l'arcivescovo, titolo personale, titolare è Rubén Darío Ruiz Mainardi, nunzio apostolico in Benin e Togo.

## Cronotassi dei vescovi titolari
- Rafael Torija de la Fuente † (4 novembre 1969 - 30 settembre 1976 nominato vescovo titolare di Dora)
- Paul Vincent Dudley † (9 novembre 1976 - 6 novembre 1978 nominato vescovo di Sioux Falls)
- Jean-Marie Lafontaine † (18 aprile 1979 - 3 giugno 1981 deceduto)
- Joaquim Gonçalves † (3 agosto 1981 - 19 maggio 1987 nominato vescovo coadiutore di Vila Real)
- Roberto Octavio González Nieves, O.F.M. (19 luglio 1988 - 16 maggio 1995 nominato vescovo coadiutore di Corpus Christi)
- César Augusto Franco Martínez (14 maggio 1996 - 12 novembre 2014 nominato vescovo di Segovia)
- Arturo Pablo Ros Murgadas (27 giugno 2016 - 31 ottobre 2023 nominato vescovo di Santander)
- Ángel Fernández Artime, S.D.B. (5 marzo 2024 - 20 aprile 2024 cessato)
- Rubén Darío Ruiz Mainardi, dal 28 ottobre 2024